# Sint-Michielsgestel (plaats)

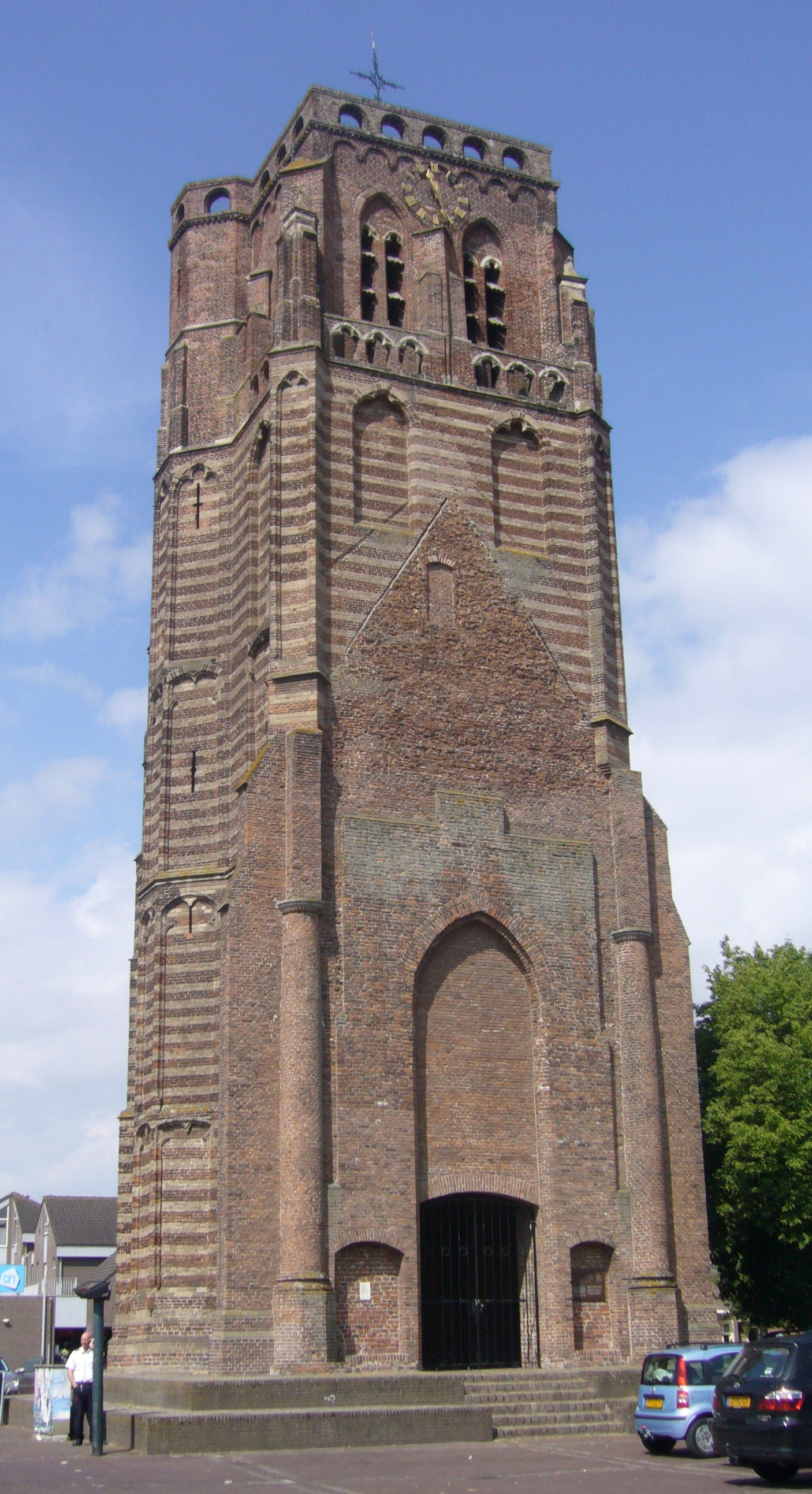
Oude toren te Sint-Michielsgestel

Sint-Michielsgestel (uitspraakⓘ) (Gèssels: Gèssel) is een plaats in de Nederlandse provincie Noord-Brabant, gelegen in de Meierij van 's-Hertogenbosch. Het maakt deel uit van de gemeente Sint-Michielsgestel, samen met onder andere Den Dungen, Berlicum en Gemonde.
Door de dorpskern stroomt de rivier de Dommel. Even buiten het dorp is de beltmolen De Genenberg te vinden, die is verbouwd tot woning. Op 1 januari 2023 telde Sint-Michielsgestel (inclusief Maaskantje) 12.590 inwoners, op een oppervlakte van 18,55 km². Exclusief Maaskantje telde Sint-Michielsgestel 10.790 inwoners op een oppervlakte van 15,69 km².

## Geschiedenis

#### Oud- en Nieuw-Herlaar
Dirk, heer van Herlaar, is voor zover bekend, rond 1200 de eerste bewoner van Herlaar, dat net buiten Sint-Michielsgestel ligt. Vanaf dat moment zijn alle bewoners van Kasteel Oud-Herlaar bekend.
In de 13e eeuw is Kasteel Nieuw-Herlaar gebouwd. Het bakstenen torentje van het kasteel dateert uit de 15e eeuw, het huidige kasteel uit 1791.

#### De kerk
Bij opgravingen die in 1961 werden uitgevoerd ter plaatse van de voormalige kerk zijn veertien paalkuilen aangetroffen die wijzen op het bestaan van een houten kerk uit de 10e eeuw. Ook zijn toen funderingen aangetroffen van een 11e-eeuwse romaanse tufstenen kerk.
Omstreeks het midden van de 15e eeuw werd een bakstenen gotische kerk gebouwd. Dit was een driebeukige pseudobasiliek. Vanaf 1648 werd deze kerk gebruikt voor de hervormde eredienst. Omdat er in Sint-Michielsgestel nauwelijks protestanten waren, werd de kerk verwaarloosd. In 1791 werd het koor afgebroken. In hetzelfde jaar werd de kerk weer teruggegeven aan de katholieken. In 1806 werden nog enige herstelwerkzaamheden aan het koor uitgevoerd, en ook werden toen de grafstenen uit de kerk verwijderd. Op 29 november 1836 stortte tijdens een zware storm de torenspits op het schip van de kerk. De kerk werd daarbij zwaar beschadigd en moest vervangen worden. Slechts de toren bleef -zij het voortaan zonder spits- behouden en zes traveeën uit de middeleeuwse kerk werden onderdeel van de nieuwe waterstaatskerk.
Deze waterstaatskerk werd op 30 oktober 1839 ingewijd. Rondom de kerk werd een kerkhof ingericht. Tot 1931 fungeerde de kerk als parochiekerk van de Heilige Michaël. Na bijna een eeuw was de kerk te klein geworden en in 1931 werd aan de Nieuwstraat een nieuwe Michaëlskerk gebouwd. Het schip van de waterstaatskerk werd gesloopt in 1932 maar de oude (gerestaureerde) toren staat er nog steeds. Deze is gebouwd van bakstenen en lagen tufsteen en heeft overhoekse, veelvuldig versneden steunberen. Aan de oostzijde van de toren, waar de steunberen overgaan in twee halfronde pilasters, zijn nog steeds de dakaanzetten van de twee voormalige kerkschepen te zien.

#### Beekvliet
In Sint-Michielsgestel was sinds 1815 het kleinseminarie Beekvliet gevestigd. Tijdens de Tweede Wereldoorlog was dit in gebruik als het kamp Sint-Michielsgestel. Later is het seminarie omgevormd tot het Gymnasium Beekvliet. Dit gymnasium telt 661 leerlingen in schooljaar 2022-2023.

#### Grote Ruwenberg
Tijdens de Tweede Wereldoorlog werd het jongensinternaat Grote Ruwenberg, samen met kleinseminarie Beekvliet, ingericht als het kamp Sint-Michielsgestel voor 197 mensen. Onder hen waren Anton Constandse, jhr. mr. Marinus van der Goes van Naters en dr. W. Banning. Op 17 september 1944 werden de gijzelaars, die niet als represaille waren geëxecuteerd, vrijgelaten.
Na de bevrijding werd het complex weer een onderwijsinstelling, uiteindelijk een mavo en een detailhandelsschool omvattend.

## Bezienswaardigheden
Centraal in het dorp bevindt zich een plein, het Petrus Dondersplein, waar twee belangrijke monumenten te vinden zijn:
- De Oude toren. Deze dateert uit het midden van de 15e eeuw en is gerestaureerd in 1936. Ze kenmerkt zich door speklagen van baksteen, afgewisseld met tufsteen. Alleen de bovenste geleding, waar de klokken hangen, is geheel uit baksteen opgetrokken. Er zijn overhoekse steunberen en, evenals de torenromp, versierd met spaarvelden. De toren heeft een aangebouwde traptoren, maar ze is stomp aangezien de spits in 1836 afgewaaid is en nimmer herbouwd. De toren is beeldbepalend voor het dorp.
- De Protestantse kerk, Schijndelseweg 1, een neoclassicistische kerk uit 1808.
- De Heilige Michaëlkerk, Nieuwstraat 34, een bakstenen parochiekerk uit 1931. De architect was Hendrik Willem Valk. De driebeukige transeptloze kerk heeft een toren met overhoekse spits. Het neoromaanse orgel stamt uit 1876 en is vervaardigd door de Mechelse orgelbouwer François Bernard Loret. Het is afkomstig uit het vroegere seminarie Beekvliet en werd in 1980 in de kerk geplaatst. Het interieur omvat verder een doopvont uit omstreeks 1800 met een smeedijzeren voet uit de zestiende eeuw, een kruisgroep uit 1839, een kruisweg van Wijnand Geraedts uit 1927, en een aantal beelden uit de tweede helft van de 19e eeuw, waaronder twee beelden uit 1880 door Hendrik van der Geld. De kerk is een Rijksmonument.

In de omgeving van Sint-Michielsgestel liggen of lagen vijf grotere en kleinere kastelen:
- De Grote Ruwenberg. Eerst een slotje, later een door fraters geleide school, in gebruik als conferentie-oord.
- De Kleine Ruwenberg. Een kasteeltje, in gebruik als woning. Gelegen ten zuiden van de Grote Ruwenberg.
- Jachtslot Haanwijk.
- Kasteel Oud-Herlaar. in gebruik als hoeve.
- Kasteel Nieuw-Herlaar.

Sint-Michielsgestel telt 51 rijksmonumenten.
De eerste coöperatieve waterkrachtcentrale van Nederland ligt in de Dommel bij Sint-Michielsgestel.

## Evenementen
- Carnaval (Sint-Michielsgestel heet dan "Bokkendonk")
- Jaarmarkt
- B&R Beurs Weekend
- Mini-Gestel

## Natuur en landschap
De kom van Sint-Michielsgestel wordt doorsneden door de Dommel. Langs deze rivier vindt men een aantal landgoederen, zoals Zegenwerp en Haanwijk. Ten zuidwesten van Theereheide vindt men het Gemeentebos Esscheweg, een naaldbos met bijzondere vennen.
Het grondgebied van Sint-Michielsgestel kent een variatie aan landschapsvormen: dekzand in het zuiden, esgronden, en laaggelegen veengronden in het noorden. Ten noordoosten van de plaats vindt men landbouwgebied.

## Economie
Sint-Michielsgestel heeft van oudsher landgoederen gekend. Verder is hier Koninklijke Kentalis (voorheen Instituut voor Doven) gevestigd, een zeer grote zorg- en onderwijsinstelling voor mensen met een beperking in horen of communiceren. Ook overige onderwijsinstellingen zijn in het dorp vertegenwoordigd. Het gedeelte ten westen van de Dommel, Theereheide geheten, wordt vooral door forenzen en welgestelden bewoond. De Hostiebakkerij St. Michael is een voorbeeld van ambachtelijk-industriële bedrijvigheid.

## Veldrijden
Sint-Michielsgestel is al meer dan 35 jaar actief in het veldrijden. Het hoogtepunt was in 2000, toen Richard Groenendaal voor eigen publiek wereldkampioen werd. De jaarlijkse internationale wedstrijd draagt vanaf 2009 de naam Grand Prix Groenendaal, naar zijn vader Rein Groenendaal. In 1989, 1994, 2008, 2011 en 2017 werden de Nederlandse kampioenschappen in Sint-Michielsgestel verreden.
Op 31 januari 2021 is in Oostende Fem van Empel op 18-jarige leeftijd wereldkampioen geworden in de klasse beloften vrouwen U23, het begin van een nieuw tijdperk in de hoogste categorieën van de veldritsport in Sint-Michielsgestel.

## Verenigingen
Verenigingen in Sint-Michielsgestel zijn onder meer:
- Zaalvoetbalvereniging ZVS
- Voetbalvereniging SCG '18 [fusie RKVV Sint-Michielsgestel en SCI in 2018]
- Hockeyvereniging MHC De Dommel
- Tennisvereniging LTV de Beek
- Tennisvereniging TV Thadia
- Grote Gestelse Vlooienmarkt
- scoutinggroep Petrus Donders

## Nabijgelegen kernen
Maaskantje, Vught, Esch, Gemonde, Schijndel, Boxtel

## Geboren

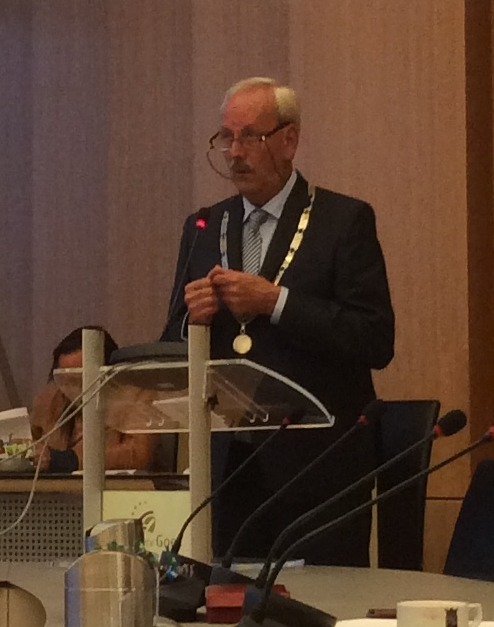
Herman Klitsie,
geboren in 1949

- Andries Jan Jacob des Tombe (1786-1845), militair
- Edlef Romeny (1926-2017), schilder en glazenier
- Marian van Puyvelde (1922-2020), schilder en beeldhouwer
- Felix van der Linden (1929-2011), beeldhouwer
- Herman Klitsie (1949), politicus
- Rein Groenendaal (1951), veldrijder
- Ronald Jansen (1963), hockey-international
- Vincent Verweij (1963), journalist en tv-regisseur
- Guido van de Kamp (1964), doelman voetbal
- René Schuurmans (1964), zanger
- Richard Groenendaal (1971), veldrijder
- Anneke van Giersbergen (1973), zangeres
- Tom van Weert (1990), voetballer
- Puck Moonen (1996), wielrenster
- Fem van Empel (2002), mountainbiker, veldrijder
- Eus Waayers (2006), voetballer

## Trivia
- Sint-Michielsgestel wordt in het Oost-Brabants ook wel Gestel genoemd.